# Tentoonstelling van Voorwerpen van Nijverheid en Kunst door Vrouwen Vervaardigd
De Tentoonstelling van Voorwerpen van Nijverheid en Kunst door Vrouwen Vervaardigd vond in 1878 plaats te Leeuwarden. Deze landelijke vrouwententoonstelling, georganiseerd door fotograaf en kunstenaar Gerharda Matthijssen, was de eerste in haar soort.

## Organisatie
Het idee voor de tentoonstelling was door Matthijssen, zelf actief in de kunsten als o.a. fotograaf, schilder en (later) galeriehoudster, in 1877 voorgelegd aan verschillende vrouwen. Na enige moeite verzamelde Matthijssen een twintigtal dames voor haar comité. Ook verenigingen als Arbeid Adelt en Tesselschade droegen bij aan de organisatie. Het doel van de tentoonstelling was om te etaleren wat vrouwen in de naamgevende sector al bereikt hadden en nog konden bereiken. Matthijssen kreeg toestemming van de minister van Oorlog om een manege in Leeuwarden in gebruik te nemen als locatie. Bij de inrichting werd er wel door mannen bijgedragen, waaronder door Willem Molkenboer en zijn leerlingen. Zo verzorgde Molkenboer het ‘pièce de milieu’, een borstbeeld van koningin Sophie, die een belangrijk figuur omtrent vrouwenarbeid en kunst was geweest.

## Tentoonstelling
Hoewel er in Delft al eerder door Arbeid Adelt een tentoonstelling omtrent vrouwenarbeid was georganiseerd, namelijk de Tentoonstelling-bazar van Vrouwelijke Nijverheid en Kunst (1871), was dit nog niet op landelijke schaal gebeurd. De tentoonstelling te Leeuwarden werd in juni 1878 geopend en exposeerde zo’n 3000 werken vervaardigd door vrouwen. Het ging grotendeels om relatief nieuwe en decoratieve werken, hoewel er ook werken van Anna Maria van Schurman te zien waren. Tevens werden er 174 schilder- en tekenwerken, van onder andere Thérèse Schwartze, vertoond. Ook het artsendiploma van Aletta Jacobs werd tentoongesteld.

## Nalatenschap
De tentoonstelling te Leeuwarden werd tijdens de Nationale Tentoonstelling van Vrouwenarbeid van 1898 bestempeld als een relevante voorloper door Jacoba Zwaardemaker-Visscher. Volgens kunsthistoricus Marjan Groot kan de tentoonstelling van 1878 dan ook in een geschiedenis van vrouwenemancipatie geplaatst worden. Tevens wordt de tentoonstelling door Johanna Naber genoemd in Na tien jaren. 1898-1908: herdenking der Nationale Tentoonstelling van Vrouwenarbeid (1908).